# M924 Primula (1991)
De M924 Primula is een Belgische mijnenjager van de Marinecomponent van de Belgische Strijdkrachten. Het schip behoort tot de tripartiteklasse, in België ook aangeduid als Bellisklasse.
Het schip werd in 1990 te water gelaten op de Mercantile-Belyard scheepswerf te Rupelmonde.  De stad Willebroek is peter van het schip.
De thuishaven van het schip is het Kwartier Marinebasis Zeebrugge.  Van 2004 tot 2005 ontving het schip een groot onderhoud en modernisering van het wapensysteem in het kader van het BeNeCUP-project (Capability Upgrade Program).